# 康山道
康山道（Kornhill Road）是香港東區一條道路，位於香港島的康山一帶，西起英皇道，東接筲箕灣道近太古城康山天橋，並有分叉路往康安街。

## 歷史
鄰近康山一段的英皇道因受康山阻礙，故特意在康山北面繞過。到了1980年代初，康山一帶開發為住宅區，並興建一條新道路。由於新路彷如將英皇道拉直，故當時被稱為新英皇道，並於1986年6月30日通車，而本來行駛全段英皇道的電車更取道這條新路。然而當局最終在1987年4月3日將新路命名為康山道，不視作英皇道的一部份。

## 交匯道路
- 英皇道
- 康安街
- 英皇道

## 外部連結
- 康山道相關圖片